# Inventaire suisse des installations à câbles
L'inventaire suisse des installations à câbles, appelé en allemand Schweizer Seilbahninventar, est un inventaire suisse des transports à câble du pays, publié en 2011.

## Description de l'inventaire
L'inventaire a été dressé sous l'autorité de l'Office fédéral de la culture (responsable en matière de protection des monuments historiques, d'archéologie et de protection des sites construits), en coopération avec l'Office fédéral des transports, la Commission fédérale des monuments historiques, l'Association des remontées mécaniques suisses, le Concordat intercantonal sur les téléphériques et les téléskis et la Société d'histoire de l'art en Suisse.
Avec l'inventaire fédéral des sites construits à protéger en Suisse et de l'inventaire fédéral des paysages, sites et monuments naturels d'importance nationale, il forme un ensemble utilisé à la fois pour la protection, la préservation et l'entretien du paysage culturel ainsi que pour le tourisme. 

## Méthodologie
Comme pour tous les inventaires patrimoniaux, chaque objet peut être classé dans l'une des trois catégories nationale, régionale ou locale, selon des critères « techniques, culturels, économiques et historiques ». La liste, initialement composée de 67 installations d'importance nationale, 44 installations d'importance régionale et 18 installations datant de moins de 20 ans (et donc ne pouvant légalement pas encore être classées) mais jugées « particulièrement innovantes », est disponible sous forme de brochure ou accessible sur Internet, via un site web de la Confédération.